# Foveoladiplosis capitulifera
Foveoladiplosis capitulifera är en tvåvingeart som beskrevs av Fedotova och Vasily S. Sidorenko 2004. Foveoladiplosis capitulifera ingår i släktet Foveoladiplosis och familjen gallmyggor. Inga underarter finns listade i Catalogue of Life.